# Агент Джонни Инглиш: Перезагрузка
Агент Джонни Инглиш: Перезагрузка (англ. Johnny English Reborn) — британский комедийный фильм, продолжение фильма «Агент Джонни Инглиш» (2003). Как и первая часть, фильм является пародией на шпионские боевики, в том числе на последние фильмы о Джеймсе Бонде. В качестве режиссёра фильма выступил Оливер Паркер, сценарий написали Хэмиш Мак-Колл и Уильям Дэвис. В главных ролях снялись Роуэн Аткинсон и Джиллиан Андерсон, второстепенные роли исполнили Рик Майалл, Доминик Уэст, Розамунд Пайк и Дэниел Калуя. Мировая премьера прошла 23 сентября 2011 года.
Тэглайн фильма: «Он не ищет лёгких путей».

## Сюжет
Действие фильма разворачивается через восемь лет после событий предшествующего фильма. C тех пор карьера сэра Джонни Инглиша пошла под откос. За пять лет до начала фильма его направили с заданием в Мозамбик, но миссия закончилась убийством президента Мозамбика. Теперь он живёт в монастыре в горах Тибета, прячась ото всех из-за стыда, сожалений и обвинений в провале миссии, параллельно изучая тайны монахов Тибета. Фильм начинается, когда герой приходит к одному из монахов в поиске ответа на вопрос: «Готов ли он?». Британская разведка MI7 снова нуждается в нём, чтобы тот сорвал заговор группы «Вартекс», планирующую убить китайского премьер-министра. Лишь ему известно, что на самом деле произошло на задании, однако в этот раз дела обстоят иначе, а именно вместе с сэром Джонни Инлишем со злом будет бороться спецагент Такер.

## В ролях
| Роль                                | Актёр               |
| ----------------------------------- | ------------------- |
| Специальный агент Сэр Джонни Инглиш | Роуэн Аткинсон      |
| Глава МИ-7 Памела Хэд «Пегас»       | Джиллиан Андерсон   |
| Кейт Самнер                         | Розамунд Пайк       |
| Саймон Эмброуз                      | Доминик Уэст        |
| Специальный агент Такер             | Дэниел Калуя        |
| Слэйтер                             | Берн Горман         |
| Тин Ванг                            | Того Игава          |
| Грязный палец                       | Рик Майял           |
| Графиня Александра                  | Таша ди Вашконселуш |
| Фишер                               | Ричард Шифф         |
| Артём Карленко                      | Марк Иванир         |
| Агент 2                             | Йен Шоу             |
| Патч Квотермен                      | Тим Макиннерни      |
| Премьер-министр                     | Стивен Кэмпбелл Мур |

## Производство
Universal Pictures впервые заявило о выпуске продолжения «Джонни Инглиша» 8 апреля 2010 года, через 8 лет после выхода первого фильма.
Съёмки начались 11 сентября 2010 года в центральном Лондоне на Кэннон-стрит с дальнейшими планами съёмок на 13 сентября 2010 года в Броккет-холл (Хартфордшир) и позже в Хаули-Вудс в Хэмпшире и Гонконге. Съёмки проходили и на улице Мэлл в центральном Лондоне 25 сентября 2010 года.
По сюжету фильма агент Джонни Инглиш получает в своё распоряжение автомобиль Rolls-Royce Phantom Coupé с 16-цилиндровым двигателем объёмом 9 литров.
Автомобиль в такой комплектации не является вымыслом создателей фильма. В своём интервью журналисту Джереми Кларксону Роуэн Аткинсон рассказал, что он знал о планах BMW установить такой двигатель на этот автомобиль. Несколько рабочих образцов этого силового агрегата были созданы и установлены на предсерийных машинах, однако в окончательном варианте для серийного автомобиля был сделан выбор в пользу двигателя с более традиционным объёмом 6,75 л.
Тем не менее компания BMW по просьбе Аткинсона предоставила в распоряжение съёмочной группы кинофильма именно такой уникальный автомобиль с двигателем объёмом 9 литров
Имеются отсылки к сериалу «Чёрная гадюка» и Бондиане.